# Esperanza caminando
L'escultura urbana coneguda pel nom Esperanza caminando, ubicada enfront del Teatro Campoamor, a la ciutat d'Oviedo (Principat d'Astúries, Espanya), és una de les més d'un centenar que adornen els carrers de l'esmentada ciutat espanyola.
El paisatge urbà d'aquesta ciutat, es veu adornat per obres escultòriques, generalment monuments commemoratius dedicats a personatges d'especial rellevància en un primer moment, i més purament artístiques des de finals del segle xx.
L'escultura, feta de bronze, és obra de Julio López Hernández, i està datada 1930.
Representa a una estudiant que camina de manera distreta mentre llegeix un llibre i subjecta una llibreta i una carpeta, amb una gran calma. Pot ser un simbolisme de la tradició universitària de la ciutat.
Situada estratègicament baix el llum d'un fanal, de nit té una gran càrrega romántica.
L'estàtua està descansant damunt un pedestal de pedra, el qual presenta una placa de metall on pot llegir-se: ESPERANZA CAMINANDO DE JULIO LÓPEZ HERNÁNDEZ OCTUBRE-1998.